# Alsókaraszló
Alsókaraszló (ukránul: Заріччя) település Ukrajnában, Kárpátalján, a Huszti járásban.

## Fekvése
Ilosvától délnyugatra, Beregkisfalud és Magyarkomját közt fekvő település.

## Története
A falu egykor a Gacsályiak birtoka volt. A Gacsályi családnak Alsó-Karaszlón kívül Magyarkomjáton és Salánkon is voltak birtokai a megyében. 1483-ban a Gacsályi család örökös nélküli kihalta után Salánkot a Rosályi Kún család foglalta el.
A trianoni békeszerződés előtt Ugocsa vármegye Tiszáninneni járásához tartozott. 1910-ben 1703 lakosából 18 magyar, 107 német, 1572 ruszin volt. Ebből 1595 görögkatolikus, 107 izraelita volt.

## Ismert személyek
- Itt született 1900-ban Spák Iván kárpátaljai magyar újságíró, nemzetiségi politikus, 1939-1944 között a magyar Országgyűlés kárpátaljai meghívott képviselőinek egyike.